# Velko Kanev
Velko Kanev (en bulgare Велко Кънев), né à Elkhovo le 31 juillet 1948, et mort le 11 décembre 2011 à Sofia, d'un cancer des cordes vocales, est un acteur bulgare célèbre dans son pays.

## Biographie
Velko Kanev est diplômé de l'Académie Nationale de Théâtre et de Cinéma (VITIZ) en 1973 dans la classe théâtrale du grand Apostol Karamitev.
Il est apparu dans les rôles principaux dans beaucoup des films bulgares, et aussi dans dizaines de rôles mémorables dans le Théâtre national Ivan Vazov. Dans les années 1990 et au début des années 2000, il a joué dans la comédie télévisée Klub NLO (UFO Club). Velko Kanev a également mis en scène plusieurs pièces de théâtre à succès sur la scène bulgare, notamment  "Le père Noël est une ordure", "Nuit d'ivresse", "Un grand cri d'amour" et "L'ex femme de ma vie" de Josiane Balasko ainsi que The Noble Spaniard  de Somerset Maugham.
Il est reconnu comme l'un des meilleurs comédiens bulgares de sa génération.
Le 2 octobre 2008, à l'occasion de son 60e anniversaire, Velko Kanev a été honoré de la présence du Président de la République  de Bulgarie Gueorgui Parvanov et du ministre de la culture bulgare Stefan Danailov, de l'Ordre bulgare de Saint Cyrille et Méthode, 1er degré, pour son grand mérite dans le domaine de la culture et de l'art.. À cette même date, l'acteur marque son retour sur la scène du théâtre avec la pièce 12 furieux monologues regroupant des monologues des rôles les plus remarquables de sa carrière.

## Filmographie
- 2010 : Encore quelque chose sur l'amour
- 2010 : Traces dans le sable - Le douanier, l'oncle de Nencho
- 2006 : Mes amis m'appellent tonton (TV)
- 1998 : Une mouche espagnole - Gipsy
- 1991 : Cette chose-là - Gospodin
- 1989 : Hommes sans moustaches (TV)
- 1988 : Temps de violence - Le grand Visir
- 1988 : Exposition
- 1988 : La voisine - Grigor
- 1987 : La 13e fiancée du prince - Pero, le voleur
- 1987 : Rêveurs - Spiro Galabtchev
- 1987 : Vendredi soir - Mitko
- 1987 : Samo ti sartse (Toi, mon cœur) - La voix de Louka
- 1987 : Un homme sur la route pavée - Stoimenov
- 1986 : Da obichash na inat - Rado Peshev
- 1985 : Manœuvres au cinquième étage - Petar Petkin
- 1985 : L'âge de raison
- 1984 : Les champs verts - Ortashki
- 1984 : Le mur - Bortcho
- 1983 : Bonne chance, l'ispecteur! - Inspecteur Tiuhchev
- 1983 : Za edna troika - Le père de Vladimir
- 1983 : Constantin Philosophe
- 1982 : Magie blanche - Andro
- 1982 : L'orchestre sans nom - Velko
- 1981 : Khan Asparouh
- 1980 : Illusion - Todor Petrov
- 1980 : La fenêtre - Svetlozar
- 1980 : Un amour partagé -  Petko Toshev
- 1979 : Le piano - Metodiev
- 1977 : Une année de lundis
- 1978 : Tous et personne - Ivan Mavrov
- 1978 : Panteleï - L'agent de police municipale
- 1977 : La dernière lutte - Zdravko
- 1977 : Une année de lundis
- 1977 : Matriarcat - Stoïcho
- 1977 : Le temps des hommes - Velko
- 1977 : De l'autre côté du miroir - Le vendeur
- 1976 : Un modèle brillant - Anto P. Antov
- 1975 : Les matches du dimanche - Le Baron
- 1975 : Silna Voda - Dimeto
- 1974 : La doublure - Bojo
- 1973 : Et vint le jour  - La voix de Varlamkata